# KAJ (groupe)
Pour les articles homonymes, voir KAJ.
KAJ est un groupe de musique humoristique finlandais suédophone originaire de Vörå en Ostrobotnie. Le groupe se compose de trois membres : Kevin Holmström, Axel Åhman et Jakob Norrgård, dont les initiales du prénom forment le nom du groupe.
Formé en 2009, KAJ produit de la musique depuis cette date : le groupe a sorti plus de 100 chansons réparties sur huit albums et a écrit et mis en scène deux comédies musicales à grande échelle,.
Ils sont devenus connus en dehors des cercles suédophones de Finlande après avoir participé puis remporté le Melodifestivalen 2025, gagnant ainsi le droit de représenter la Suède à l'Eurovision 2025 avec leur chanson Bara bada bastu. Lors de la finale à Bâle, ils terminent à la quatrième place du classement, ayant remporté un total de 321 points.  

## Carrière
Kevin Holmström, Axel Åhman et Jakob Norrgård se sont rencontrés durant leurs années d’école. Ils appartiennent à la minorité suédo-finlandaise et sont originaires de la commune finlandaise de Vörå, dans la région d’Ostrobotnie.

### Débuts en tant que trio comique et musical
En 2009, Holmström, Åhman et Norrgård ont formé le trio comique et musical KAJ. Ils se sont d’abord fait connaître principalement auprès de la population suédophone de Finlande. En 2012, le trio a sorti son premier album, Professionella pjasalappar.
En 2014, KAJ connaît son premier grand succès avec la chanson Jåo nåo e ja jåo yolo ja nåo. Le trio remporte alors le prix de la « Chanson finno-suédoise de l’année ». La même année, ils publient l’album Lokalproducerat pjas et donnent 24 représentations du spectacle Pjäs elo pjas – det är frågan au Wasa Teater de Vaasa. L’une de ces représentations est diffusée sur la chaîne Yle Fem. En 2016, le trio sort l’album Kom ti byin.
En 2018, Holmström, Åhman et Norrgård ont commencé à travailler à plein temps comme comédiens et musiciens. Leur première comédie musicale, Gambämark, a été jouée au Wasa Teater en 2018. La suite, Botnia Paradise, a suivi trois ans plus tard. KAJ a également publié les albums correspondant à ces deux spectacles. En 2019, les trois ont aussi commencé à se produire sous le nom de Vörjeans, un groupe rockabilly incarnant leurs alter ego Tommy, Freppa et Määnin. Vörjeans a sorti plusieurs singles et l’album Born to Börn cette même année. En outre, en 2020, KAJ a publié l’album live KAJ 10, enregistré lors d’un spectacle anniversaire. L’album Karar i arbeit a suivi en 2024.

## Langue et dialecte
KAJ joue principalement en suédois et en dialecte pratiqué en Ostrobotnie qui a conservé certaines caractéristiques archaïques du suédois.

## Style musical
Le répertoire du groupe couvre une large gamme de genres musicaux, dont le hip-hop, la pop (notamment la K-pop et la J-pop) ainsi que la pop latine,, le rock, le rap, l’opéra, le disco et la musique électronique.

## Melodifestivalen 2025
En 2025, KAJ participe à la sélection nationale suédoise pour l'Eurovision, le Melodifestivalen 2025, avec la chanson Bara bada bastu, ils se qualifient directement pour la finale après avoir fini à la deuxième place lors de la 4e demi-finale,.
Ils remportent la finale et représentent la Suède au Concours Eurovision de la chanson 2025 à Bâle, en Suisse. C'est la première fois depuis 2006 qu'une chanson en suédois gagne le Melodifestivalen. Le groupe participe à la première demi-finale le 13 mai et se qualifie pour la finale du 17 mai. Lors de la finale, KAJ termine à la quatrième place du classement, ayant remporté un total de 321 points.